# 河本昭義
河本 昭義（かわもと あきよし、1953年4月7日 - ）は、日本のバレーボール指導者。SVリーグの岡山シーガルズ監督、同チームを運営する岡山シーガルズ株式会社の代表取締役社長である。

## 来歴
岡山県笠岡市飛島出身。笠岡商業高校、大阪体育大学を経て1976年大阪市立長吉六反中学校へ体育教師として赴任、バレー部指導を始める。
帝国女子高校（現・大阪国際滝井高校）監督時代は、チームを2度日本一に導く。
1993年9月に、東芝シーガルズ監督に就任。Vリーグ昇格に導き、1994年度黒鷲旗ではベスト4に導いた。
1995年11月に、日本オリンピック委員会強化スタッフスポーツコーチに就任。
1999年、東芝の事業撤退により、関係者とともに東芝シーガルズのクラブチーム移行を模索。富山県黒部市を本拠地として、6月にVリーグ初のクラブチーム「シーガルズ」を発足。2001年11月、出身地である事もあり岡山県バレーボール協会の招致を受けて、本拠地を岡山市に移動した。2006年4月1日にチーム名を今の岡山シーガルズに変更。そこから地域密着型市民クラブチームとして活動を活発化させる。

## 受賞歴
- 2024年 - 第21回マルセンスポーツ・文化賞 スポーツ賞[2][3]